# Gallarate
Gallarate (lombardul: Gallaraa) település Olaszországban, Varese megyében. Lakosainak száma 52 811 fő (2023. január 1.). Gallarate Besnate, Busto Arsizio, Casorate Sempione, Cavaria con Premezzo, Cassano Magnago, Arsago Seprio, Cardano al Campo és Samarate községekkel határos.

## Népesség
A település népességének változása:
| Lakosok száma | 53 130 | 53 145 | 53 425 | 52 811 |
|               | 2016   | 2017   | 2018   | 2023   |